# Milburn Morante
Milburn Morante est un acteur et réalisateur américain né le 6 avril 1887 et mort le 28 janvier 1964.

## Filmographie partielle
- 1926 : Chasing Trouble (réalisateur)
- 1928 : The Little Buckaroo de Louis King : Toby Jones
- 1936 : Skull and Crown d'Elmer Clifton : père Miller
- 1936 : Les Vengeurs de Buffalo Bill (en) (Custer's Last Stand) d'Elmer Clifton : Buckskin
- 1937 : Les Conquérants de l'Ouest (en) (The Cherokee Strip) de Noel M. Smith : un citoyen
- 1937 : La Caravane de l'enfer (The Painted Stallion) d'Alan James et Ray Taylor : Peters (chapitre 1)